# Kwas tolfenamowy
Kwas tolfenamowy – organiczny związek chemiczny, pochodna kwasu antranilowego (fenamat).

## Działanie
Należy do niesteroidowych leków przeciwzapalnych, jest używany w leczeniu napadów migreny. Jako środek przeciwmigrenowy znalazł zastosowanie już w latach 1970. Działa przeciwzapalnie, przeciwbólowo i przeciwgorączkowo. Jest inhibitorem cyklooksygenazy, przez co hamuje syntezę prostaglandyn. Stanowi to podstawę jego działania przeciwzapalnego i przeciwbólowego. Ponadto jest inhibitorem lipooksygenazy, przez co zmniejsza uwalnianie leukotrienów, również będących czynnikami prozapalnymi.

## Możliwe działania niepożądane
Może zaburzać czynność płytek krwi poprzez hamowanie syntezy tromboksanu, wynikające z hamowania aktywności cyklooksygenazy COX-1. Przy stosowaniu kwasu tolfenamowego często mogą wystąpić łagodne działania niepożądane związane z przewodem pokarmowym, jak nudności, wymioty, biegunka i ból brzucha. Możliwe są także inne działania niepożądane, wspólne dla niesteroidowych leków przeciwzapalnych, a związane z hamowaniem działania COX-1. Stosowanie może podrażniać błony śluzowe układu pokarmowego, a nawet przyczyniać się do owrzodzenia i krwawienia z żołądka i dwunastnicy. Ze względu na działanie w oskrzelach może wystąpić napad astmy aspirynowej. Kwas tolfenamowy, podobnie jak wiele innych niesteroidowych leków przeciwzapalnych, może także zwiększać ryzyko wystąpienia zakrzepów, zawału lub udaru mózgu, szczególnie przy długotrwałym stosowaniu dużych dawek i u osób z chorobami serca.

## Podawanie
Kwas tolfenamowy jest podawany doustnie w celu przerwania ataku migreny. Standardowa dawka to 200 mg, w ciągu doby nie powinno się przekraczać jej dwukrotności. Wchłania się prawie całkowicie z przewodu pokarmowego, uzyskując maksymalne stężenie we krwi w ciągu 60–90 minut.
W Polsce substancja została dopuszczona do użytku w 2002 roku, jest dostępna w leku o nazwie handlowej Migea.